# Alliance électorale Solidarité
Pour les articles homonymes, voir AWS.
L'Alliance électorale Solidarité (en polonais : Akcja Wyborcza "Solidarność", AWS) est un rassemblement de partis et groupements politiques polonais de droite issus de Solidarité (Solidarność). 

## Présentation
Victorieuse des élections législatives de 1997, l'AWS était au centre de la coalition gouvernementale constituée par  Jerzy Buzek. La même année est créé un parti, le Mouvement social Alliance électorale Solidarité.
Sévèrement battue par la gauche aux législatives de 2001, elle disparaît au profit de Droit et justice (PiS), social-conservateur, au pouvoir de 2005 à 2007, puis, de 2015 à 2023, et de la Plate-forme civique (PO), libérale, au pouvoir entre 2007 à 2015 et depuis 2023.